# Conférence des Églises du Pacifique

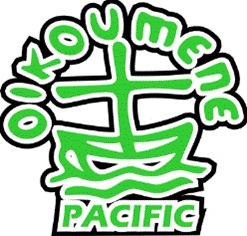
Logo de la Conférence des Églises du Pacifique.

La Conférence des Églises du Pacifique (PCC) est l'Organisation œcuménique régionale (REO) représentant les églises chrétiennes à tous les niveaux dans la région de Pacifique. Elle cherche l'unité de l'église sur les thèmes de la justice, de la paix et de l'intégrité de la création, des initiatives sur la capacité constructive, et de la solidarité avec ses membres pendant les temps des catastrophes naturelles et bouleversements sociaux internes.

Elle a été fondée en 1961 après que la première réunion eut été tenue au Collège Théologique de Malua à Samoa. On compte aujourd'hui 28 églises membres et 11 Conseil National des Églises (NCC)[réf. nécessaire]. Le bureau de la Conférence des Églises du Pacifique est basé à Suva, Fiji.

## Les programmes
Pendant la réunion à Pago Pago, Samoa américain, en 2007, la neuvième Assemblée Générale de la Conférence des Églises du Pacifique a consenti à six principaux programmes.
Les programmes de Strategies Thématiques (STPs) sont:
  
STP 1: L'Œcuménisme dans le Pacifique
  
STP 2: Les droits de l'homme
  
STP 3: Le Bon Gouvernement et le leadership
  
STP 4: L'Environnement et le Changement Climatique
  
STP 5: VIH / Sida
  
STP 6: La mondialisation et le Commerce
En outre, il y a deux programmes sectoriels spécifiant sur certains groupes de cible.
  
Les programmes sectoriels stratégiques (SSPs) sont:
  
SSP 1: Le Développement des femmes
  
SSP 2: L'Habilitation de la jeunesse

## La vision
PCC est “une communauté des Églises et des organisations d'église […] qui œuvre pour accomplir ensemble leur appel commun à la Gloire du Dieu Unique - Père, Fils, et Saint-Esprit" (Constitution PCC Partie 4).
   
Dans l'essentiel, PCC se bat pour une vision pour la région du Pacifique qui est caractérisée par les valeurs d'unité, de solidarité, de justice, de paix, de dialogue et la direction selon le cœur et l'esprit de Jésus, et une spiritualité qui donne une connaissance de base et de substance à l'existence de PCC et de sa mission.

## La mission
Reconnaitre les objectives de PCC comme stipulé dans sa Constitution (Partie 5), sa mission est à:
   
1. Encouragez et promouvoir l'esprit œcuménique parmi les Églises dans le Pacifique.
   
2. Encouragez et assister les Églises membre pour chercher le conseil du Saint-Esprit en étudier et travaillant vers la plénitude visible d'une Église unie.
  
3. Aidez les membres a évaluer leur travail dans la mission et les aider à coordonner, a organiser et de planifier ensemble si possible leurs ressources personnel, finance et matériel qui peuvent être utilisées dans une action commune pour une mission plus efficace.
   
4. Encouragez et promouvoir parmi les membres une plus grande conscience de la justice, de la paix, de l'intégrité de la création et le développement humain parmi les peuples et les nations de la région de Pacifique et du monde entier.
   
5. Facilitez la consultation mutuelle sur les questions affectant la vie relationnelles des Églises et d'autres questions qui inquiètent la vie commune parmi les membres.
   
6. Encouragez et promouvoir la participation active par les membres d’élargir le mouvement œcuménique.
   
7. Être un moyen par lequel les Églises du Pacifique peuvent s'entre-aider et aider les Églises et d'autres organisations dans les autres parties du monde pendant les temps de catastrophes naturelles et des besoins spéciaux, ou de fixer des aides venant des Églises dans les autres parties du monde dans de semblable catastrophes naturelles et besoins.
   
8. Encouragez et promouvoir des programmes et disséminer des renseignements pour la proclamation et propagation de la Parole de Dieu.
  
9. Entreprendre des activités coopérative et des programmes au nom des membres approuves par l'Assemblée.
 
10. Encouragez et promouvoir le dialogue inter-confessionnelle.

## Membres
- Église protestante de Kanaky Nouvelle-Calédonie
- Église protestante ma'ohi (Polynésie française)
- Église protestante des Kiribati

## Liens
- (en) Site officiel